# Dolní Zimoř
Dolní Zimoř település Csehországban, a Mělníki járásban. Dolní Zimoř Vysoká és Želízy településekkel határos. Lakosainak száma 102 fő (2024. január 1.).

## Népesség
A település lakosságának változását az alábbi diagram mutatja:
| Lakosok száma | 167  | 167  | 132  | 80   | 74   | 64   | 77   | 95   | 98   | 102  |
|               | 1869 | 1890 | 1921 | 1950 | 1980 | 2001 | 2017 | 2019 | 2022 | 2024 |